# کاسامیگوس
کاسامیگوس (انگلیسی: Casamigos) یک شرکت آمریکایی تولیدکنندهٔ تکیلا است که در سال ۲۰۱۳ توسط جرج کلونی، مایکل ملدمن و رندی گربر بنیان نهاده شد. این شرکت از سال ۲۰۱۷ در مالکیت دیاجیو است. کاسامیگوس در سال ۲۰۲۲ سریع‌ترین رشد را در میان برندهای الکل داشت. نام کاسامیگوس از واژهٔ اسپانیایی «کاسا» (خانه) و «آمیگوس» (دوستان) گرفته شده است، بنابراین به معنای «خانهٔ دوستان» است.